# کیپروو (استان آرخانگلسک)
کیپروو (به لاتین: Kiprovo) یک منطقهٔ مسکونی در روسیه است که در استان آرخانگلسک واقع شده‌است.